# Kim Kyung-ah
Kim Kyung-ah (Daejeon, 25 maggio 1977) è una tennistavolista sudcoreana che ha partecipato alla XXVIII Olimpiade svoltasi nel 2004 ad Atene.
Durante questa manifestazione la giocatrice coreana ha vinto la medaglia di bronzo nel singolo.